# Chmerek roční

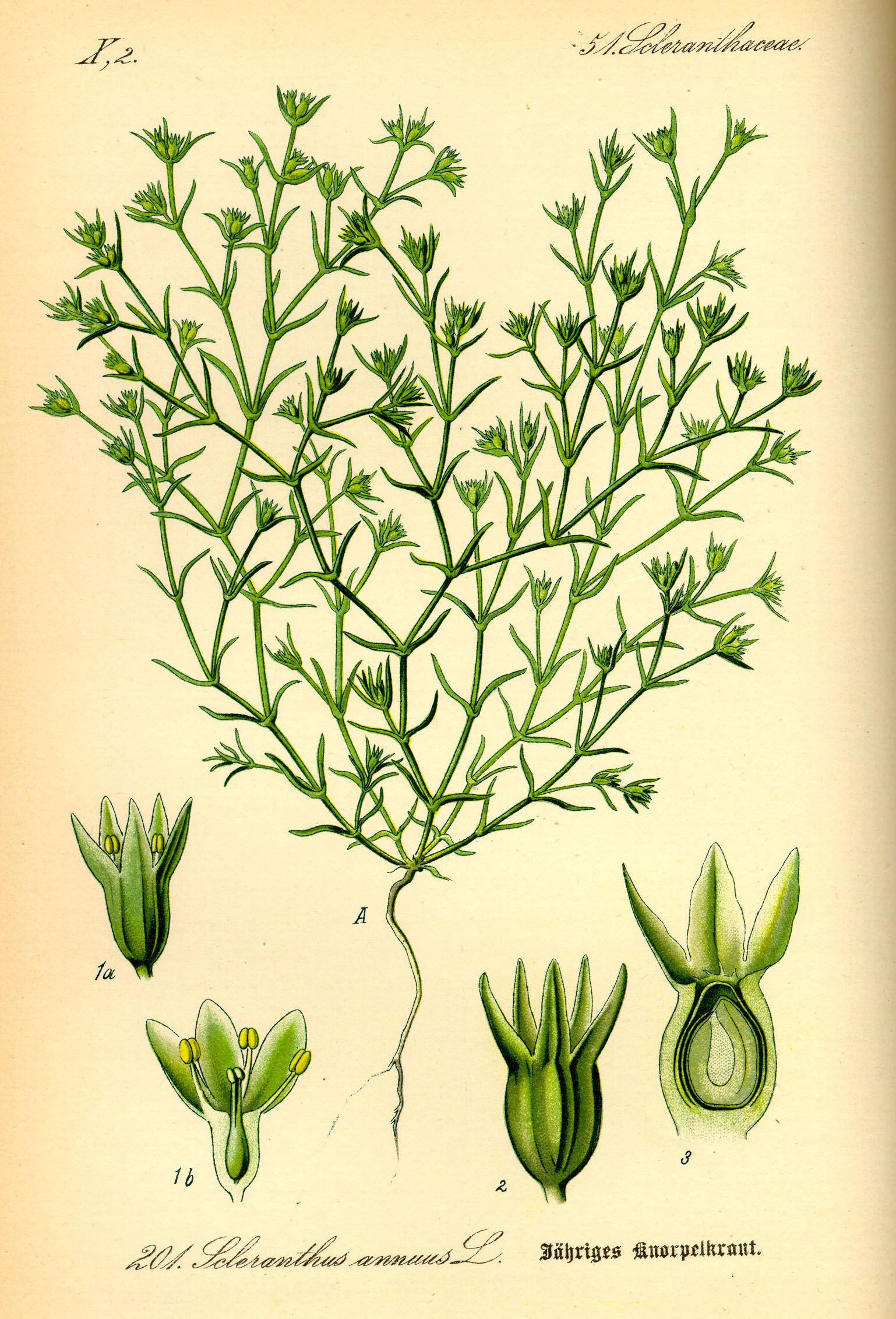
Nákres chmerku ročního

Chmerek roční (Scleranthus annuus) je šedozelená, drobná, trsnatá, planě rostoucí rostlina z čeledi hvozdíkovitých. Je v české krajině jedním z nejrozšířenějších plevelů vyskytujících se na polích.

## Rozšíření
Roste jako původní druh v celé Evropě, od západního pobřeží až po Ural, na Kavkazu, v Malé Asii i v severní Africe. Druhotně byl rozšířen do Severní a Jižní Ameriky, východní a jižní Afriky, Austrálie i na Nový Zéland. V České republice se vyskytuje na celém území, je odolný vůči chladu a vystupuje až po horní hranici pěstování polních plodin.

## Ekologie
Roste zpravidla na kyselých podložích v půdách pravidelně obdělávaných, těžších, hlinitých i hlinitopísčitých, které mohou být plytké i silně vysýchavé. Obvykle se vyskytuje na polích s obilím i na strništích, ve vinohradech, v zahradách, na úhorech, mezích, suchých pastvinách i kamenitých svazích, na obnažených březích okolo vodních toků a na náplavových terasách. Lidmi je druhotně zavlékán podél cest a chodníků na lesní paseky a také na ruderální plochy do blízkosti lidských obydlí. Nejčastěji roste v plenárním a kolinním stupni, méně často se objevuje v submontánním a vzácný je v montánním stupni.
Chmerek roční se rozmnožuje výhradně semeny, která po přezimování v půdě většinou klíčí na jaře, zbytek pak po celou vegetační sezonu. Rostliny vzešlé na podzim dobře přezimují v listové růžici, jsou odolné proti chladu a začínají kvést již počátkem května a kvetou až do příchodu mrazu.

## Popis
Nízká, jednoletá, ozimá nebo dvouletá, 5 až 20 cm vysoká, vícelodyžná, trávově zelená nebo šedozelená s kořenem sahajícím okolo 20 cm hluboko. Kolénkaté lodyhy jsou poléhavé, vystoupavé nebo přímé, vidličnatě rozvětvené a prostřední lodyžní články bývají delší než listy. Slabě tučnolisté listy, dlouhé 5 až 15 mm, rostou vstřícně, jsou přisedlé, čárkovitě šídlovité, na koncích špičaté a po obvodě celistvé. Na bázi mírně srostlých listů vyrůstají svazečky drobných lístků.
Drobné, zelenavé květy s listeny rostou ve svazečcích v úžlabních nebo konečných vidlanových květenstvích. Květy mají jen neúplná okvětí, chybí jim koruny. Zvonkovitý kalich má pět kopinatých, špičatých, zelených lístků s bílým blanitým lemem. Tyčinek je v květu deset a z nich jsou pouze dvě až pět plodných. Semeník je polospodní a nese dvě tenké čnělky s bliznami. Květy kvetou v květnu až říjnu a jsou opylovány hmyzem nacházejícím v květu nektar.
Plodem je 4 mm dlouhá, nepukavá tobolka vejčitého tvaru obalená vytrvalým kalichem. Je žlutohnědě zbarvená, lysá, podélně žebernatá a obsahuje jedno až dvě čočkovitá, hladká semena, kterých jedna rostliny vyprodukuje až několik stovek. Rozšiřují se větrem nebo povrchovou vodou a mohou být zanášena na čistá pole osivem obilovin a jetelovin.

## Význam
Jedná se o málo významný plevel polí s nevápněnou, kyselou půdou. Přestože dokáže svými listovými růžicemi v nezapojených porostech vytvořit hustý pokryv, je považován za minimálně škodící a jeho výskyt není zpravidla potřebné chemicky regulovat.
Chmerek roční je jednou z bylin tzv."Bachovy esence", která má důvěřivým lidem vyléčit většinu nemocí způsobených negativním stavem mysli. Dvě kapky esence denně a je po problému; uzdravuje lidi i zvířata.

## Galerie

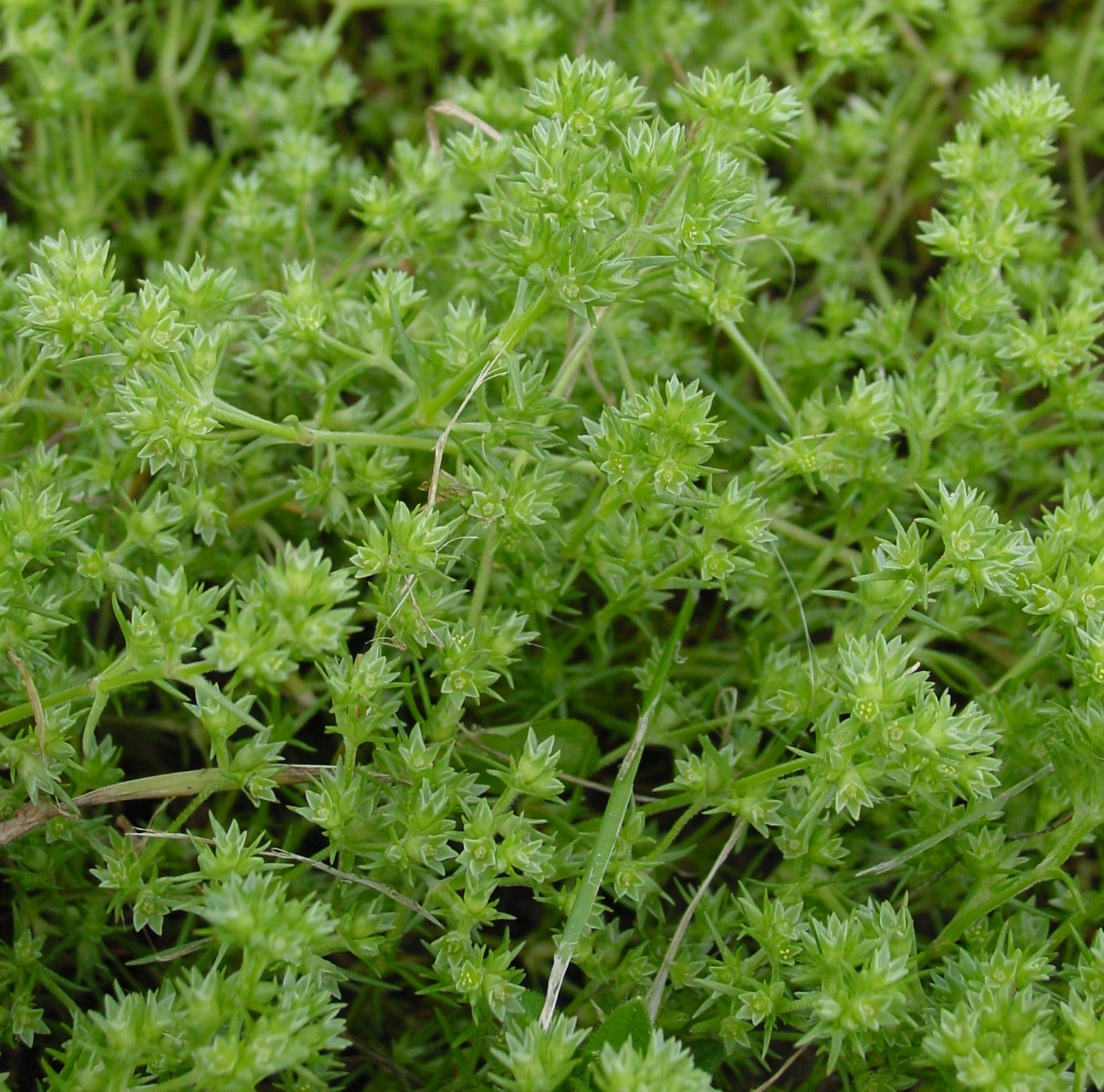
Statná rostlina
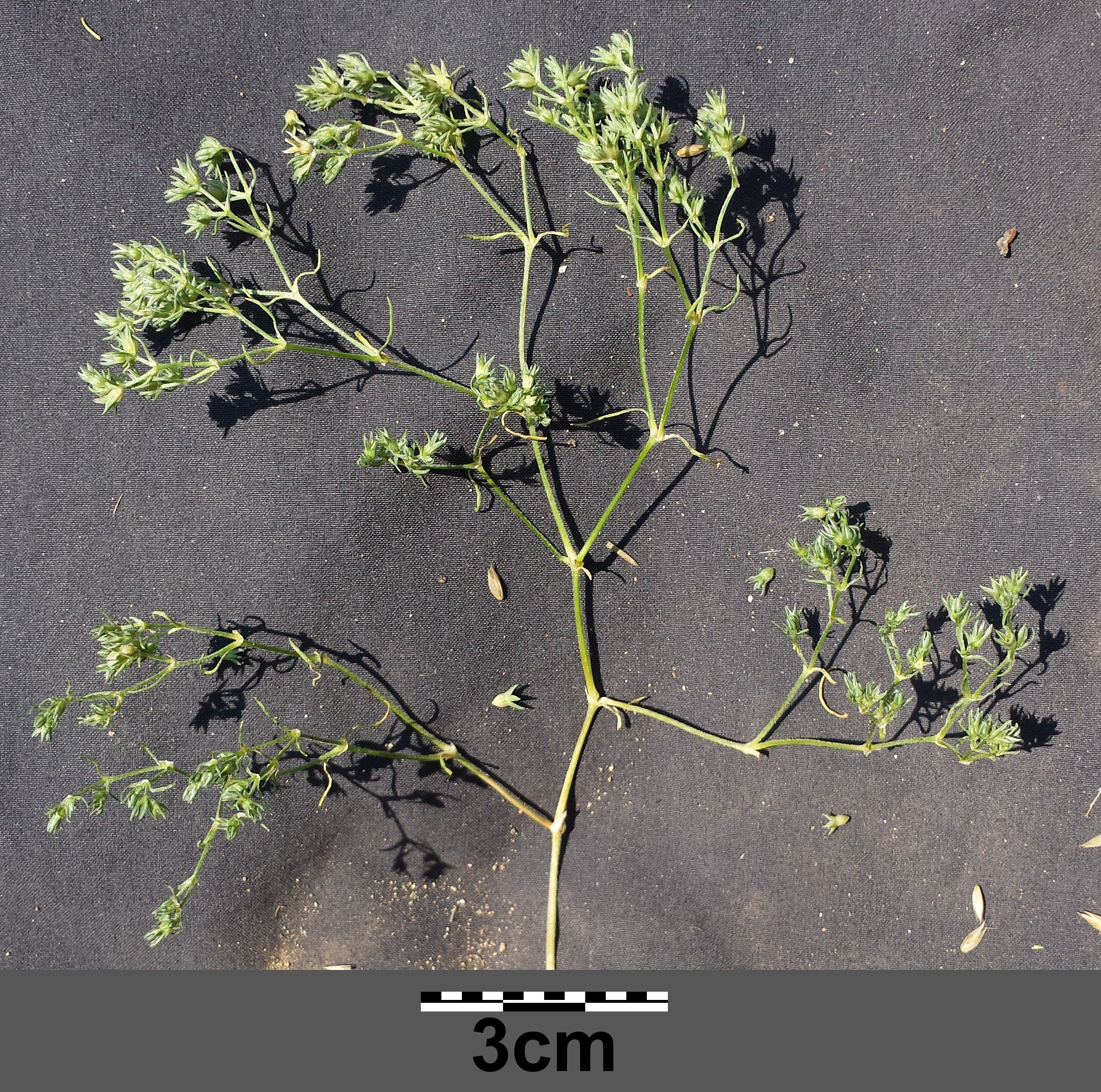
Jedná lodyha
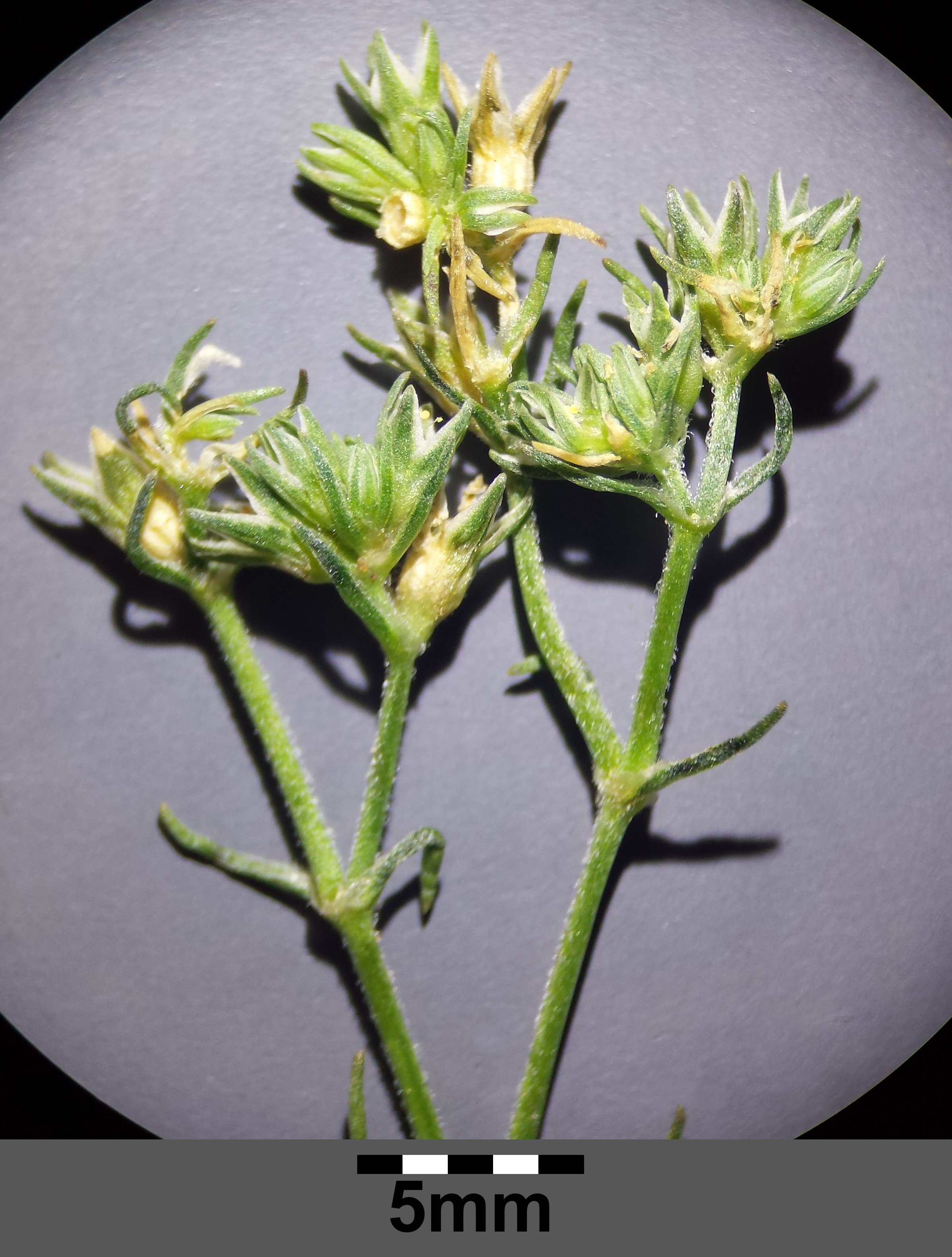
Květenství
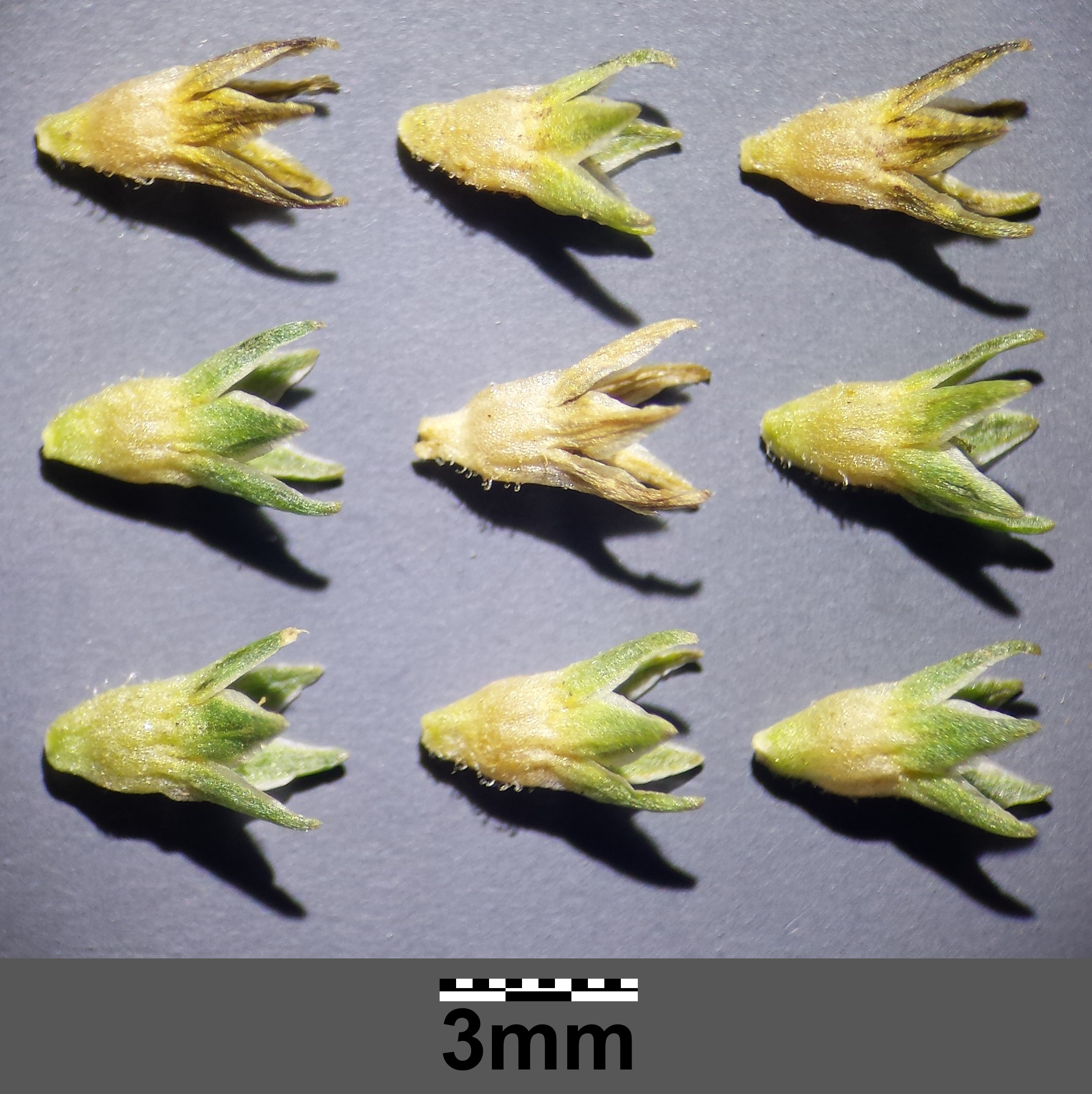
Nažky v trvalém kalichu